# Sunset Boulevard
Pour les articles homonymes, voir Sunset Boulevard (homonymie).
Sunset Boulevard est une célèbre artère de 39 km à Los Angeles, en Californie. 

## Situation et accès
Il débute Figueroa Street à Downtown Los Angeles jusqu'à la Pacific Coast Highway. Son nom officiel est West Sunset Boulevard, sauf sur la section qui traverse Beverly Hills.
Sunset Boulevard doit sa célébrité à sa longueur de 39 kilomètres, sa forme sinueuse, très inhabituelle aux États-Unis où les rues sont rectilignes et se coupent à angle droit, et surtout grâce aux endroits exceptionnels qu’il traverse ou longe : Hollywood, West Hollywood, Beverly Hills, Bel Air, Brentwood et Pacific Palisades. Ceci en fait l’un des axes les plus touristiques de la ville.
Mis à part West Hollywood et Beverly Hills, qui sont deux municipalités autonomes, les endroits cités plus hauts sont tous des quartiers de la ville de Los Angeles. À hauteur de Bel Air et Brentwood, Sunset Boulevard longe le campus de l'université de Californie de Los Angeles (UCLA) et à Hollywood, il rejoint Hollywood Boulevard et son mythique Walk of Fame.

## Origine du nom
Sunset Boulevard est une voie routière qui, depuis Hollywood, permet de gagner l’océan Pacifique et d’admirer le coucher de soleil à l’heure du crépuscule, d’où son nom (sunset signifie « crépuscule », en anglais).

## Historique
Il s'agit à l'origine d'un sentier défriché en 1780 pour la transhumance du bétail.
Sunset Boulevard s’étendait autrefois plus à l’est, à partir d’Alameda Street près de la gare Union Station, mais la section à l’est de l’autoroute Interstate 110 a été renommée César E. Chávez Avenue, de même que Macy Street et Brooklyn Avenue, en honneur au leader syndicaliste mexicain.
La section du boulevard traversant Beverly Hills d’est en ouest s’est un temps nommée Beverly Boulevard.

### Réputation
De même que Santa Monica Boulevard et Wilshire Boulevard, autres rues mythiques de la cité californienne, Sunset Boulevard est surtout connue des Los Angéliens pour ses embouteillages aux heures de pointe, ses nids-de-poule et ses accrochages fréquents dus à l’absence de terre-plein central.
Sunset a également acquis la réputation de lieu de prostitution de la ville, comme le suggère le film Pretty Woman (1990). Ceci tend cependant à se démentir depuis quelques années. C’est à l’angle de Sunset et de Courtney Avenue que Hugh Grant a été pris en flagrant délit avec la prostituée Divine Brown le 27 juin 1995, ce qui valut à l’acteur une amende de 1 200 $.
Sunset est l’un des hauts lieux de la vie nocturne de Los Angeles, avec bars, restaurants, boîtes de nuit, particulièrement à hauteur du Sunset Strip, à West Hollywood. C'est dans l'une d'elles, le Viper Room, que l'acteur River Phoenix a trouvé la mort par overdose en 1993. De nombreuses personnes du monde du spectacle, débutantes ou plus confirmées, vivent à proximité, et l’on y trouve les studios d’enregistrement Sunset Sound Studios et United Western Recorders.
Les bars Roxy Theater, Key Club, Whisky A Go-Go et Rainbow sont particulièrement connus pour accueillir de nombreux concerts de rock (notamment de Glam rock et de Heavy Metal) et sont, depuis toujours, régulièrement fréquentés par des vedettes de ces genres musicaux (Mötley Crüe y faisant allusion dans la chanson Girls, Girls, Girls (en) et Guns N' Roses indirectement en parlant de Los Angeles dans Welcome to the Jungle), ces groupes considèrent Sunset Blvd comme un temple et un lieu de naissance du mouvement qu'ils incarnent.
En 2006, dans le documentaire Metal: A Headbanger's Journey (Metal : Voyage au cœur de la bête), le réalisateur et anthropologue canadien Sam Dunn, consacre une partie de son film à l'univers musical, social et culturel de Sunset et son influence majeure sur le rayonnement de Los Angeles et de la Californie dans la conscience populaire.

## Bâtiments remarquables et lieux de mémoire

### Hommages
Le mythique Sunset boulevard est présent ou évoqué dans diverses œuvres :
- dans le film culte Sunset Boulevard (Boulevard du Crépuscule dans sa version française) de Billy Wilder ;
- dans le film Mulholland Drive de David Lynch où le personnage de Rita a un accident qui va changer le cours de sa vie et de ceux qu'elle rencontre (à noter que Lynch cite à de nombreux moments le film de Wilder pour témoigner de l'univers cruel et irréel d'Hollywood) ;
- dans une comédie musicale d’Andrew Lloyd Webber ;
- dans la chanson Sunset Boulevard de Castelhemis ;
- dans la chanson Hollywood de David MacNeill.
- dans une chanson de 2005 de Scott Grimes ;
- dans plusieurs plans des films Somewhere et The Bling Ring de Sofia Coppola ;
- à la fin du film Bean avec Rowan Atkinson, pour finir son voyage à Los Angeles en beauté, Mr Bean traverse Sunset Boulevard pour faire quelques photos ;
- dans le documentaire METAL: A Headbanger’s Journey (METAL : Voyage au cœur de la bête), de l'anthropologue canadien Sam Dunn, interview du chanteur de Mötley Crüe Vince Neil ;
- dans les paroles de la chanson L'Aérogramme de Los Angeles, de l'album Raconte-toi, sorti en 1975, de l'auteur-compositeur-interprète Yves Simon (« […] Sunset Boulevard, / Des Indiens / Nous vendent des photos. […] »)[2] ;
- dans la chanson de Michel Sardou La Vallée des poupées (1976), le piano, omniprésent, renforce l'aspect mélancolique et piano-bar de la chanson, avec des allusions indirectes à Gloria Swanson et Marilyn Monroe, mais aussi à Orson Welles,

« Le jour se lève sur le boulevard du Crépuscule

La star s'endort, bourrée d'alcool et de pilules

Un producteur se traîne à pied jusqu'à Bel-Air

Son film n'a pas marché, il va se foutre en l'air

Le vieux John Wayne, à Beverly, devant son verre

Se fait projeter une fois de plus Les Bérets verts »

- dans la chanson Baby alone in Babylone de Serge Gainsbourg.
- Un mémorial rendant hommage au chanteur Elliott Smith y a été érigé en 2003.
- Dans un registre plus ironique voire satirique, dans la chanson Lost in Hollywood de System of a down.
- Dans la chanson Boulevard of Broken Dreams du groupe Green Day.

### Lieux célèbres

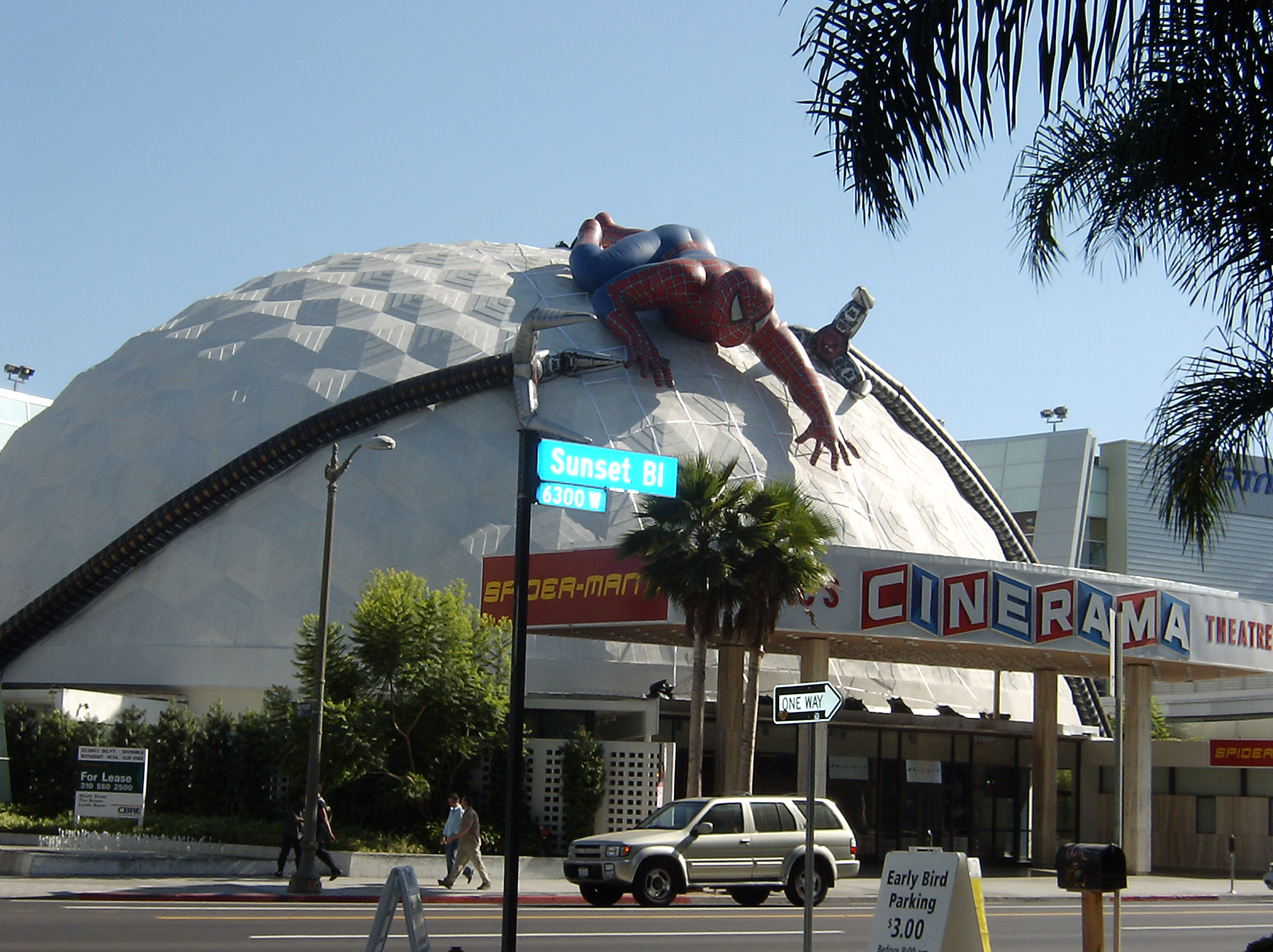
Le Cinerama, sur Sunset Boulevard.

Les endroits notables (actuels et passés) le long de Sunset Boulevard sont :
- Beverly Hills Hotel
- Blessed Sacrament Church
- Book Soup
- CBS Columbia Square
- Château Marmont
- Cinerama Dome
- Comedy Store
- Crossroads of the World
- Designer Donuts
- Dino's Lodge
- Directors Guild of America headquarters
- Dudley Do-Right's Emporium
- Earl Carroll Theatre
- Gower Gulch
- Hollywood Athletic Club
- Hollywood High School
- Hollywood Palladium
- Hôtel Bel-Air
- House of Blues
- Hyatt West Hollywood
- Jacopo's Pizza
- KCET
- KTLA
- Metromedia Square
- Rock 'n' Roll Ralphs
- Rock Walk
- Self-Realization Fellowship Lake Shrine
- Standard Hotel
- Sunset Gower Studios
- The Roxy Theatre
- Tiffany Theatre
- Tiki Ti
- UCLA
- Viper Room
- Whisky A Go-Go
- Will Rogers State Beach
- Will Rogers State Historic